# جون ديكسون (لاعب كرة سلة)
جون ديكسون (18 نوفمبر 1945 في الولايات المتحدة - ) (بالإنجليزية: John Dickson)‏ هو لاعب كرة سلة أمريكي في مركز الوسط. لعب مع نيو أورلينز باكانيرز.

## وصلات خارجية
- جون ديكسون على موقع سبورتس رفرنس (الإنجليزية)
- جون ديكسون على موقع كلية كرة السلة في سبورتس رفرنس.كوم (الإنجليزية)
- جون ديكسون على موقع ريلجم (الإنجليزية)
- جون ديكسون على موقع بروبوليرز (الإنجليزية)